# دهستان بهور
دهستان بهور (به لاتین: Bhur Gewog) یک دهستان در کشور بوتان است که در ناحیهٔ سرپانگ واقع شده‌است.